# Ursula Sophia Theodora Regina von Ascheberg zu Venne
Ursula Sophia Theodora Maria von Ascheberg zu Venne (* 1731; † 23. Juli 1811 in Nottuln) war Äbtissin im Stift Nottuln.

## Leben

### Herkunft und Familie
Ursula Sophia Theodora Maria von Ascheberg zu Venne wurde als Tochter des Ernst Friedrich von Ascheberg zu Venne (1702–1762, wirklicher Landrat) und Sophia Ursula von Droste zu Füchten geboren. Sowohl ihr Großvater als auch ihr Urgroßvater waren durch Aufschwörung in die münstersche Ritterschaft gelangt und Drosten des Amtes Werne. Ihr Bruder Johann Matthias war der erste preußische Landrat im Kreis Lüdinghausen, Karl Ludwig und Clemens August Domherren in Münster und Hildesheim. Ihre Schwester Bernardina Agnes war Kanonissin.

### Werdegang und Wirken

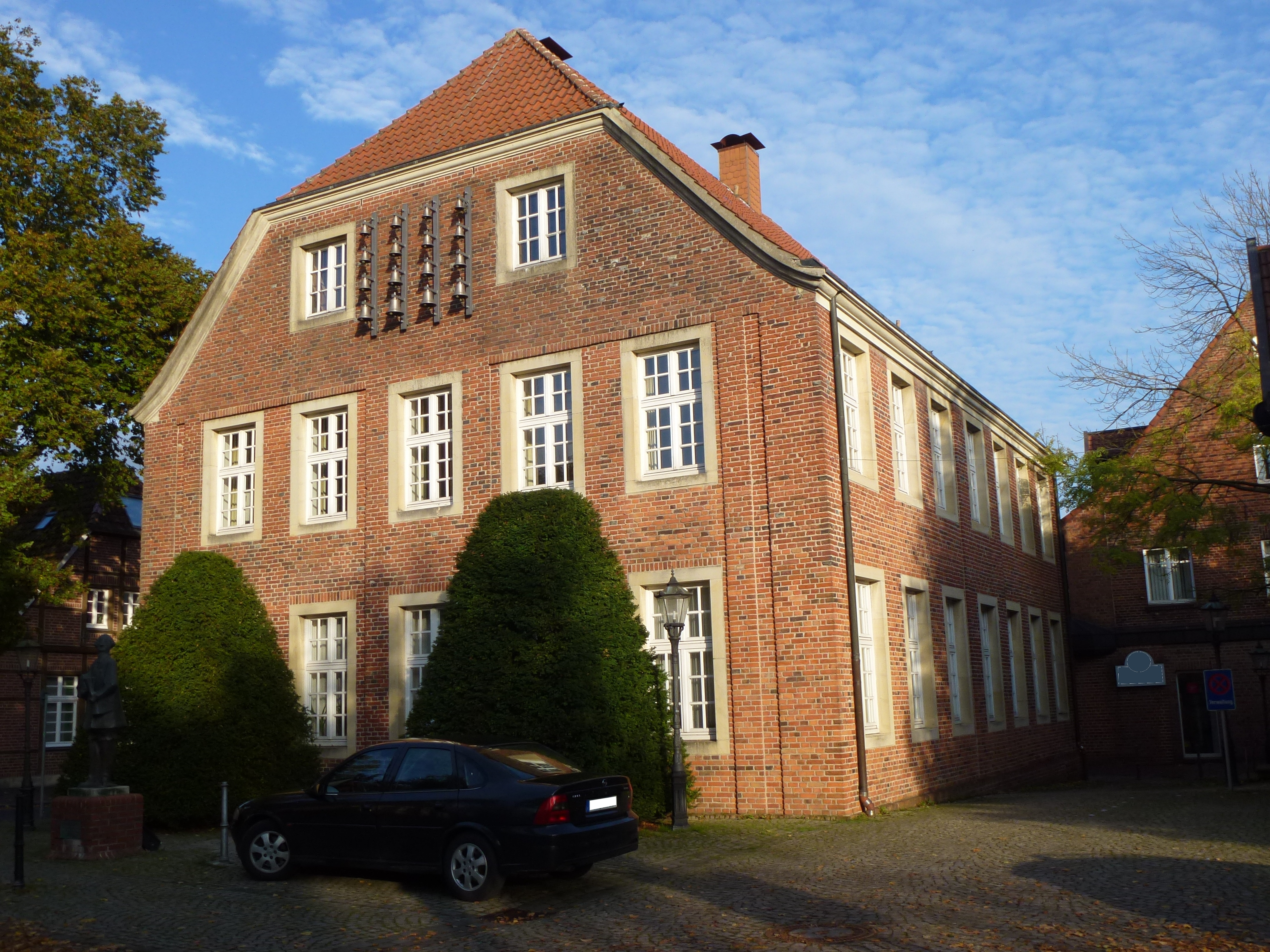
Aschebergsche Kurie, Stiftsstraße 4, Wohnstätte der letzten Äbtissin des Stifts Nottuln

Am 30. Oktober 1734 erhielt Ursula Sophia von der Turnarin eine Option auf die  Präbende, die bisher die verstorbene Maria Dorothea Korff besaß. Die Aufschwörung fand am 25. August 1744 statt und die Wahl einer neuen Äbtissin fiel auf den 30. Mai 1780. Hierbei vereinigte sie alle Stimmen auf sich.
Sie war die letzte Äbtissin im Stift Nottuln. Ihre Amtszeit war überschattet von den Ereignissen der napoleonischen Kriege. Der preußische König nahm am 3. August 1802 Besitz von großen Teilen des westlichen Münsterlandes und damit von Gebieten des Stifts. Durch den Reichsdeputationshauptschluss im Jahre 1803 wurde die Aufhebung des gesamten Klosters zugunsten des Königreich Preußens. Der König löste das Stift im Jahre 1811 auf.